# 霍羅爾河
霍羅爾河（羅馬化：Khorol）是烏克蘭的河流，屬於普肖爾河的右支流，流經波爾塔瓦州和蘇梅州，河道全長308公里，流域面積3,340平方公里，河畔城鎮有米爾霍羅德和霍羅爾。